# Waldemar III
Waldemar III (ur. 1314, zm. 1364) – król Danii w latach 1326–1329.
Na tron wstąpił w wieku 11 lat, gdy jego poprzednik (i jednocześnie następca) Krzysztof II uciekł z kraju. Waldemar prawo do duńskiego tronu miał jako potomek króla Abla, dzięki wsparciu hrabiego Holsztynu Gerarda III Wielkiego.
Najważniejszym dokumentem powstałym za panowania Waldemara było prawo Constiutio Valdemariana ustanawiające, że jedna osoba nie może być jednocześnie władcą Danii oraz południowej Jutlandii.
Za Waldemara Dania praktycznie znajdowała się w rękach możnych, co budziło duży sprzeciw chłopstwa − częściowo dlatego, że większość z możnych była obcokrajowcami, głównie jednak z powodu masowo nakładanych nowych podatków. Sytuacja ta doprowadziła w 1328 do powstania chłopów na Zelandii. Powstanie zostało stłumione, ale niemal natychmiast (1329) wybuchło kolejne, tym razem w Jutlandii, zapanowanie nad którym było już trudniejsze.
Waldemar abdykował w 1329 roku, a na tron Danii powrócił Krzysztof II. Waldemar został władcą południowej Jutlandii (tron w  1364 roku odziedziczył jego syn Henryk).